# Burg Thierstein
Burg Thierstein ist die Ruine einer Spornburg, die sich auf einem 615 m ü. NN hohen Bergsporn über der Ortschaft Thierstein im Landkreis Wunsiedel in Bayern erhebt.

## Geschichte
Im Jahr 1310 war der von der Burg Wildstein stammende Albrecht VI. Nothaft durch König Heinrich VII. zum Reichsforstmeister im Egerland ernannt worden. Albrecht XI. folgte seinem Vater in diesem Amt und erbaute die 1340 erstmals erwähnte Burg Thierstein als Verwaltungssitz inmitten der ihm anvertrauten Reichsforste. 1340 wurde konkurrierend zu den Notthafften auch der Stadt Eger von König Johann von Böhmen das Forstmeisteramt im Egerland übertragen. Es folgten langwierige Fehden zwischen den Thiersteiner Burgherren und der Stadt Eger, zu deren Finanzierung die Notthafft gezwungen waren, ihren Besitz um Thierstein Stück um Stück zu verkaufen. Am Ende des 14. Jahrhunderts veräußerten sie schließlich auch die Burg Thierstein mit dem benachbarten Markt Thiersheim. 
Käufer war Markgraf Wilhelm I. von Meißen. Von dessen Erben gelangte die Burg mit ihrem Herrschaftsgebiet 1415 an die Burggrafen von Nürnberg aus dem Hause Hohenzollern. Diese besetzten die Burg mit Amtmännern. 1462, im Bayerischen Krieg, in dem auch der Böhmenkönig Georg von Podiebrad gegen Markgraf Albrecht Achilles kämpfte, zündete der Amtmann Friedrich von Dobeneck das zu Füßen der Burg liegende Dorf Thierstein selbst an, um den Gegnern die Möglichkeit zu nehmen, sich zu verschanzen. 1497 wurde der Bergfried der Burg Teil eines Systems von Warten zur Landesverteidigung und Thierstein zum Sammelplatz der Bürgermilizen des Sechsämterlandes im Falle eines feindlichen Einfalls bestimmt. 1553, im Bundesständischen Krieg, wurde Thierstein von böhmischen Truppen besetzt. Nach dem Regierungsantritt des Markgrafen Georg Friedrich beschloss dieser, wahrscheinlich wegen des schlechten baulichen Zustandes der alten Burg, das Amt Thierstein vorerst unbesetzt zu lassen. 1562 konnte dann doch Beringer von Kotzau als Amtmann in Thierstein einziehen. Nach dessen Tod 1575 wurde Thierstein von Wunsiedel aus mitverwaltet; die alte Burg blieb unbewohnt. 1603 befahl Markgraf Georg Friedrich von Brandenburg die Auflassung der Burg und den Bau eines neuen Amtshauses außerhalb des Ortes Thierstein. Dennoch wurden weiterhin die notwendigsten Reparaturen an der Burg Thierstein durchgeführt, um sie in der Zeit des Dreißigjährigen Krieges der Bevölkerung als Zufluchtsort und befestigtes Getreidedepot zu erhalten. Noch einmal wurde sie im Spanischen Erbfolgekrieg 1703 in notdürftigen Verteidigungszustand gebracht. Das Ende der Burg Thierstein kam im Jahr 1725, als sie einer den ganzen Markt Thierstein heimsuchenden Brandkatastrophe zum Opfer fiel.

## Beschreibung

Grundriss und Ansichten der Burgruine Thierstein von Johann Theodor Benjamin Helfrecht aus dem Jahr 1795

Die Spornburg wurde auf einem schmalen, nach Nordosten gerichteten Basaltsporn errichtet, der im Südwesten durch einen Halsgraben vom binnenseitigen Gelände abgetrennt ist. Ein zweiter Halsgraben, der die langgestreckte Vorburg von der Kernburg trennte, wurde im 19. Jahrhundert verfüllt. Von der Ummauerung der Vorburg, die als Zwingermauer auch die Kernburg umgab, sind nur noch spärliche Reste erhalten geblieben. Beim ebenfalls verschwundenen Tor zur Kernburg deckte der gut erhaltene walzenförmige Bergfried die Hauptangriffsseite. Den Raum östlich des Bergfrieds nahmen die Wohnbauten der Kernburg ein, deren Umfassungsmauern teilweise noch drei Stockwerke hoch in den Himmel ragen. 
Die älteste Ansicht der Burg Thierstein stammt aus der Selber Chronik des Magisters Paul Reinel von 1612. Eine sorgfältig gezeichnete topografische Ansicht fertigte der Kartograph Johann Christoph Stierlein (1759–1827) an. Eine weitere historische Ansicht entstand beinahe zeitgleich durch den Hofer Gymnasialdirektor Johann Theodor Benjamin Helfrecht 1795. Die verschiedenen Darstellungen dokumentieren unter anderem den allmählichen Verfall der Anlage, sie erlauben aber auch Rückschlüsse über das frühere Aussehen der Burg.

## Heutige Nutzung
Die weithin sichtbare Burgruine ist ein beliebtes touristisches Ziel; von der Aussichtsplattform des erhalten gebliebenen 24 Meter hohen Bergfrieds genießt man eine Rundumsicht über den gesamten Innenraum des Fichtelgebirges bis in das Egerland hinein. Für den Besuch der Burg ist ein Schlüssel notwendig der gegen Hinterlegung eines Pfandes ausgehändigt wird.